# Sergei Wiktorowitsch Schendelew
Sergei Wiktorowitsch Schendelew (russisch Сергей Викторович Шенделев; * 19. Januar 1964 in Leningrad, Russische SFSR) ist ein ehemaliger russischer Eishockeyspieler und jetziger -trainer.

## Karriere
Sergei Schendelew begann seine Karriere als Eishockeyspieler in seiner Heimatstadt beim SKA Leningrad, für den er von 1981 bis 1991 überwiegend in der Wysschaja Liga, der höchsten sowjetischen Spielklasse, aktiv war. Zur Saison 1991/92 ging der Verteidiger nach Nordamerika, wo er für die Maine Mariners und New Haven Nighthawks in der American Hockey League spielte. Zur Saison 1992/93 kehrte er zum SKA Sankt Petersburg aus der neu gegründeten Internationalen Hockey-Liga zurück. Die Saison 1993/94 verbrachte er beim EC Hedos München in der Eishockey-Bundesliga und wurde mit seiner Mannschaft auf Anhieb Deutscher Meister. Die folgende Spielzeit begann er bei deren Nachfolgeverein Maddogs München in der erstmals ausgetragenen Deutschen Eishockey Liga und beendete sie bei deren Ligarivalen Starbulls Rosenheim. In den folgenden beiden Jahren stand er für den DEL-Konkurrenten Frankfurt Lions auf dem Eis. 
Die Saison 1997/98 begann Schendelew beim ESV Kaufbeuren und seinem Ex-Klub Starbulls Rosenheim in der DEL, beendete die Spielzeit jedoch beim SC Bietigheim-Bissingen in der zweitklassigen 1. Liga Süd. Auch in der Saison 1998/99 trat der Russe in der 1. Liga Süd an, die nach einer Ligenreform die dritthöchste deutsche Spielklasse wurde, als er sich dem EV Landsberg anschloss. In der Saison 1999/2000 stieg der Linksschütze als Meister der drittklassigen Oberliga Süd mit dem EHC Straubing in die 2. Eishockey-Bundesliga auf, in der er die folgenden beiden Jahre bei den Straubingern verbrachte. Zuletzt lief der ehemalige Nationalspieler von 2002 bis 2004 für den Zweitligisten EV Regensburg auf, ehe er seine aktive Karriere im Alter von 40 Jahren beendete. 
Zur Saison 2012/13 nahm Schendelew seine Tätigkeit als Assistenztrainer beim HK WMF Sankt Petersburg aus der Wysschaja Hockey-Liga, der zweiten russischen Spielklasse, auf.  

### International
Für Russland nahm Schendelew an den Weltmeisterschaften 1993, 1994 und 1995 teil. Bei der WM 1993 gewann er mit seiner Mannschaft die Goldmedaille. Zudem stand er im Aufgebot seines Landes bei den Olympischen Winterspielen 1994 in Lillehammer.

## Erfolge und Auszeichnungen
- 1994 Deutscher Meister mit dem EC Hedos München
- 2000 Meister der Oberliga Süd und Aufstieg in die 2. Bundesliga mit dem EHC Straubing

### International
- 1984 Goldmedaille bei der Junioren-Weltmeisterschaft
- 1993 Goldmedaille bei der Weltmeisterschaft